# مهرداد خانبان
محمد ابراهیم خانبان (زاده ۳۰ شهریور ۱۳۶۱ در تهران) معروف به مهرداد خانبان، مربی و آنالیزور فوتبال اهل ایران است. خانبان در حال حاضر به عنوان آنالیزور در تیم پرسپولیس در لیگ برتر فوتبال ایران فعالیت دارد.
او که دارای مدرک مربیگری درجه A آسیا است، در تیم‌های پرسپولیس، تیم ملی ایران، نفت تهران، نساجی مازندران و شیجیاژوانگ اوربرایت چین سابقه فعالیت دارد و با سرمربیانی از جمله افشین قطبی، کارلوس کی‌روش، علیرضا منصوریان، جواد نکونام، یحیی گل‌محمدی، دراگان اسکوچیچ، گابریل کالدرون و نلو وینگادا همکاری داشته است.

## افتخارات به عنوان مربی و آنالیزور
- صعود به جام‌های جهانی ۲۰۱۴، ۲۰۱۸ و ۲۰۲۲
- صعود به جام‌های ملت‌های آسیا ۲۰۱۱، ۲۰۱۵ و ۲۰۱۹
- نایب‌قهرمانی در مسابقات فوتبال غرب آسیا ۲۰۱۹
- صعود همراه نساجی مازندران به لیگ برتر فوتبال ایران
- نایب‌قهرمانی در لیگ قهرمانان آسیا ۲۰۲۰
- قهرمانی در لیگ برتر فوتبال ایران ۹۹-۱۳۹۸
- قهرمانی در سوپرجام فوتبال ایران ۱۳۹۹
- قهرمانی در لیگ برتر فوتبال ایران ۱۴۰۰–۱۳۹۹
- نایب‌قهرمانی در لیگ برتر فوتبال ایران ۰۱–۱۴۰۰
- قهرمانی در لیگ برتر فوتبال ایران ۰۲–۱۴۰۱
- قهرمانی در جام حذفی فوتبال ایران ۰۲–۱۴۰۱
- قهرمانی در سوپر جام فوتبال ایران ۱۴۰۲
- قهرمانی در لیگ برتر فوتبال ایران ۰۳_۱۴۰۲